# Lake Lorne
Lake Lorne är en sjö i Australien. Den ligger i delstaten Victoria, omkring 54 kilometer sydväst om delstatshuvudstaden Melbourne. Lake Lorne ligger 61 meter över havet.
Trakten runt Lake Lorne består till största delen av jordbruksmark. Genomsnittlig årsnederbörd är 939 millimeter. Den regnigaste månaden är juni, med i genomsnitt 128 mm nederbörd, och den torraste är januari, med 44 mm nederbörd.